# GAUSSIAN
GAUSSIAN是一个量子化学软件包，它是目前应用最广泛的计算化学软件之一，其代码最初由理论化学家、1998年诺贝尔化学奖得主约翰·波普爵士编写，其名称来自于波普在软件中所使用的高斯型基组。使用高斯型基组是波普为简化计算过程缩短计算时间所引入的一项重要近似。Gaussian软件的出现降低了量子化学计算的门槛，使得从头计算方法广泛使用，极大地推动了其在方法学上的进展。最初，Gaussian的著作权属于约翰·波普供职的卡内基梅隆大学，自 1987 年起其版权持有者是 Gaussian, Inc. 公司。

## 许可纠纷
Gaussian 在过去曾禁止开发其竞品软件的研究人员使用，该条款也被一些学者指责过于苛刻。匿名组织 bannedbygaussian.org  列出了一份被禁止的名单并对其进行了抗议，而这份声明也在 2004 年被 Nature 报道。； 这份报道也在 1999 年与 2004 年被 Chemical and Engineering News报道。在 2000 年，World Association of Theoretically Oriented Chemists 也注意到这个问题并发起了一份公投，多数票（23/28）批准了反对限制性许可的决议。
但 Gaussian, Inc. 对此提出了质疑，声称这是软件行业的标准做法，且 Gaussian 开发团队也被其竞争机构拒绝了许可。